# Sinophorus pleuralis
Sinophorus pleuralis là một loài tò vò trong họ Ichneumonidae.